# Maurice Béné
Maurice Béné, né le 24 août 1884 à Sèvres (Seine-et-Oise) et mort le 19 décembre 1960 à Choisy-le-Roi, est un homme politique français.

## Biographie
Industriel à Limours, ville dont il est conseiller municipal à partir de 1925, puis maire en 1930, Maurice Louis Béné est président de la fédération de Seine-et-Oise du Parti radical-socialiste à partir de 1934.
Il est élu, en 1931, conseiller général du canton de Limours.
Résistant, il représente son parti au Comité départemental de Libération de Seine-et-Oise, en 1944.
Il est élu le 2 juin 1946 à la Deuxième Assemblée constituante dans la 2e circonscription de Seine-et-Oise (Versailles-Rambouillet). Réélu député le 10 novembre 1946, il le reste jusqu'en 1958. En juin 1958, il vote contre la confiance au Gouvernement Charles de Gaulle (3).
Une rue de Limours porte son nom.

### Fonctions et mandats
- 1930-1959 : Maire de Limours
- 1931-1951 : Conseiller général de Seine-et-Oise
- 2 juin 1946 - 30 décembre 1958 : député de Seine-et-Oise